# Mistrzostwa Polski Seniorów w Lekkoatletyce 1977
53. Mistrzostwa Polski Seniorów w Lekkoatletyce – zawody sportowe, które rozgrywane były w Bydgoszczy na stadionie WKS Zawisza w dniach 29–31 lipca 1977 roku.
Podczas mistrzostw ustanowiono jeden rekord Polski: Grażyna Niestój uzyskała w pięcioboju 4235 punktów.
Wynik Henryka Wasilewskiego w biegu na 1500 metrów – 3:37,4 jest do tej pory rekordem mistrzostw Polski.

## Rezultaty
| NR – rekord Polski \| SB – najlepszy wynik w sezonie \| PB – rekord życiowy |

### Mężczyźni
| Konkurencja                   | 1. miejsce                                                                    | Rezultat  | 2. miejsce                                                                         | Rezultat  | 3. miejsce                                                                              | Rezultat  |
| Bieg na 100 m                 | Zenon Licznerski Legia Warszawa                                               | 10,56     | Andrzej Świerczyński Warszawianka                                                  | 10,59     | Jan Alończyk AZS Wrocław                                                                | 10,60     |
| Bieg na 200 m                 | Zenon Licznerski Legia Warszawa                                               | 20,89     | Leszek Dunecki AZS Warszawa                                                        | 21,17     | Andrzej Świerczyński Warszawianka                                                       | 21,08     |
| Bieg na 400 m                 | Ryszard Podlas Śląsk Wrocław                                                  | 46,35     | Jerzy Pietrzyk Gwardia Warszawa                                                    | 46,59     | Jerzy Włodarczyk Wawel Kraków                                                           | 46,90     |
| Bieg na 800 m                 | Marian Gęsicki Zawisza Bydgoszcz                                              | 1:47,2    | Wiesław Pacholski Zawisza Bydgoszcz                                                | 1:47,8    | Feliks Wawrzon Legia Warszawa                                                           | 1:48,0    |
| Bieg na 1500 m                | Henryk Wasilewski Orkan Poznań                                                | 3:37,4    | Włodzimierz Matosz Oleśniczanka                                                    | 3:39,4    | Piotr Mańkowski Olimpia Poznań                                                          | 3:40,2    |
| Bieg na 5000 m                | Jerzy Kowol Górnik Zabrze                                                     | 13:36,5   | Ryszard Kopijasz Górnik Brzeszcze                                                  | 13:36,8   | Jan Dębski Oleśniczanka                                                                 | 13:39,1   |
| Bieg na 10 000 m              | Ryszard Kopijasz Górnik Brzeszcze                                             | 28:33,3   | Henryk Piotrowski Legia Warszawa                                                   | 28:39,4   | Jerzy Gros Górnik Zabrze                                                                | 28:40,8   |
| Bieg na 110 m przez płotki    | Jan Pusty Orkan Poznań                                                        | 13,67     | Romuald Giegiel AZS Warszawa                                                       | 14,01     | Przemysław Siciński ŁKS Łódź                                                            | 14,20     |
| Bieg na 400 m przez płotki    | Jerzy Hewelt Bałtyk Gdynia                                                    | 50,58     | Leszek Konefał Włocłavia Włocławek                                                 | 50,72     | Grzegorz Grzegorzewski Olimpia Poznań                                                   | 50,78     |
| Bieg na 3000 m z przeszkodami | Kazimierz Maranda ŁKS Łódź                                                    | 8:29,3    | Leopold Tomaszewicz Flota Gdynia                                                   | 8:30,7    | Krzysztof Wesołowski Śląsk Wrocław                                                      | 8:34,0    |
| Sztafeta 4 × 100 m            | Legia Warszawa Ryszard Wurch Zenon Licznerski Zenon Nowosz Grzegorz Krajewski | 40,39     | Śląsk Wrocław Jacek Siemiątkowski Jan Alończyk Stanisław Tarnawski Wojciech Seidel | 40,41     | Gwardia Warszawa Mirosław Podkomorzy Marek Szczepański Marek Bedyński Jerzy Wieczorek   | 41,34     |
| Sztafeta 4 × 400 m            | Śląsk Wrocław Zbigniew Żak Leszek Serwiak Andrzej Stępień Ryszard Podlas      | 3:08,6    | AZS-Warszawa Edward Antczak Paweł Lankiewicz Bogusław Frączek Grzegorz Mądry       | 3:09,0    | Zawisza Bydgoszcz Wiesław Pacholski Kazimierz Kowalski Roman Siedlecki Józef Przerywacz | 3:11,2    |
| Chód na 20 km                 | Jan Ornoch Flota Gdynia                                                       | 1:29:37,4 | Bohdan Bułakowski Skra Warszawa                                                    | 1:30:27,4 | Zbigniew Gosławski Śląsk Wrocław                                                        | 1:31:20,8 |
| Chód na 50 km                 | Bogusław Kmiecik Start Łódź                                                   | 4:22:55,2 | Franciszek Ustarbowski LKS Puck                                                    | 4:27:22,2 | Marek Kasprzyk Olimpia Poznań                                                           | 4:30:33,0 |
| Skok wzwyż                    | Jacek Wszoła AZS Warszawa                                                     | 2,17      | Jarosław Gwóźdź Zawisza Bydgoszcz                                                  | 2,17      | Janusz Rybczyński Gwardia Warszawa                                                      | 2,14      |
| Skok o tyczce                 | Władysław Kozakiewicz Bałtyk Gdynia                                           | 5,55      | Tadeusz Ślusarski Skra Warszawa                                                    | 5,45      | Mariusz Klimczyk Zawisza Bydgoszcz                                                      | 5,45      |
| Skok w dal                    | Andrzej Korniak AZS Gdańsk                                                    | 7,80      | Tadeusz Narożny Budowlani Bydgoszcz                                                | 7,80      | Andrzej Kędzierski Górnik Zabrze                                                        | 7,75      |
| Trójskok                      | Eugeniusz Biskupski Legia Warszawa                                            | 16,50     | Andrzej Sontag AZS Lublin                                                          | 16,49     | Michał Joachimowski Budowlani Bydgoszcz                                                 | 16,45     |
| Pchnięcie kulą                | Władysław Komar Polonia Warszawa                                              | 20,24-    | Edmund Antczak Lechia Gdańsk                                                       | 19,53 PB  | Mieczysław Kropelnicki Bałtyk Gdynia                                                    | 18,89     |
| Rzut dyskiem                  | Olgierd Kurawicz Gwardia Warszawa                                             | 61,30     | Dariusz Juzyszyn AZS Wrocław                                                       | 60,44     | Stanisław Wołodko Zawisza Bydgoszcz                                                     | 60,40     |
| Rzut młotem                   | Stanisław Lubiejewski Flota Gdynia                                            | 70,36     | Ireneusz Golda Orkan Poznań                                                        | 69,28     | Szymon Jagliński Flota Gdynia                                                           | 69,18     |
| Rzut oszczepem                | Piotr Bielczyk AZS Warszawa                                                   | 83,08     | Jacek Damszel Skra Warszawa                                                        | 81,50     | Edward Szczepanek Górnik Wałbrzych                                                      | 78,26     |
| Dziesięciobój                 | Ryszard Skowronek AZS Katowice                                                | 7803      | Dariusz Ludwig Górnik Zabrze                                                       | 7746      | Ryszard Katus Gwardia Warszawa                                                          | 7622      |

### Kobiety
| Konkurencja                | 1. miejsce                                                                  | Rezultat | 2. miejsce                                                                           | Rezultat | 3. miejsce                                                               | Rezultat |
| Bieg na 100 m              | Małgorzata Bogucka Gwardia Warszawa                                         | 11,54    | Ewa Długołęcka Legia Warszawa                                                        | 11,83    | Bogusława Kaniecka Górnik Zabrze                                         | 11,93    |
| Bieg na 200 m              | Małgorzata Bogucka Gwardia Warszawa                                         | 23,28    | Bogusława Kaniecka Górnik Zabrze Ewa Witkowska AZS Poznań                            | 24,09    |                                                                          |          |
| Bieg na 400 m              | Krystyna Kacperczyk Skra Warszawa                                           | 52,63    | Elżbieta Katolik Wisła Kraków                                                        | 53,48    | Danuta Jędrejek Start Lublin                                             | 53,78    |
| Bieg na 800 m              | Jolanta Januchta AZS Poznań                                                 | 2:05,1   | Ewa Głódź Juvenia Wrocław                                                            | 2:05,9   | Joanna Tomoń Lubtour Zielona Góra                                        | 2:06,8   |
| Bieg na 1500 m             | Celina Sokołowska Wisła Kraków                                              | 4:18,6   | Bronisława Ludwichowska Gwardia Olsztyn                                              | 4:20,2   | Ewa Kuty Oleśniczanka                                                    | 4:20,7   |
| Bieg na 3000 m             | Celina Sokołowska Wisła Kraków                                              | 9:07,1   | Bronisława Ludwichowska Gwardia Olsztyn                                              | 9:09,0   | Renata Pentlinowska Bałtyk Gdynia                                        | 9:09,2   |
| Bieg na 100 m przez płotki | Bożena Nowakowska Warszawianka                                              | 13,09    | Lucyna Langer Górnik Zabrze                                                          | 13,27    | Iwona Grotowska Gwardia Warszawa                                         | 13,50    |
| Bieg na 400 m przez płotki | Elżbieta Katolik Wisła Kraków                                               | 56,91    | Krystyna Kacperczyk Skra Warszawa                                                    | 57,02    | Zofia Zwolińska Gwardia Warszawa                                         | 58,72    |
| Sztafeta 4 × 100 m         | Górnik Zabrze Irena Knur Barbara Zgadzaj Ewa Gołębiowska Bogusława Kaniecka | 45,74    | Legia Warszawa Beata Kochańska Barbara Sochaczewska Elżbieta Szulc Ewa Długołęcka    | 46,14    | Start Lublin Renata Tutka Małgorzata Gajewska Hanna Ośko Danuta Jędrejek | 46,28    |
| Sztafeta 4 × 400 m         | AZS Poznań Ewa Witkowska Jolanta Januchta Iwona Skibicka Alicja Adamczak    | 3:41,1   | AZS Warszawa Wiesława Malak Aleksandra Studzińska Violetta Orzechowska Danuta Lejman | 3:45,7   | Olimpia Poznań Danuta Duffek Mariola Dolecka Ewa Szklarek Hanna Szajek   | 3:47,2   |
| Skok wzwyż                 | Danuta Bułkowska AZS Racibórz                                               | 1,81     | Anna Dąbrowska Piast Gliwice Grażyna Niestój Spójnia Warszawa                        | 1,78     |                                                                          |          |
| Skok w dal                 | Barbara Sochaczewska Legia Warszawa                                         | 6,45     | Anna Włodarczyk AZS Warszawa                                                         | 6,44     | Ewa Garczyńska AZS Wrocław                                               | 6,28     |
| Pchnięcie kulą             | Beata Habrzyk Górnik Zabrze                                                 | 16,98    | Bożena Wojciekian AZS Wrocław                                                        | 16,85    | Janina Kalina Wisła Kraków                                               | 15,68    |
| Rzut dyskiem               | Krystyna Nadolna Spójnia Gdańsk                                             | 56,40    | Janina Kosiba Wisła Kraków                                                           | 53,92    | Danuta Jabłońska Zawisza Bydgoszcz                                       | 53,82    |
| Rzut oszczepem             | Bernadetta Blechacz Lecha Gdańsk                                            | 59,14    | Maria Jabłońska Orkan Poznań                                                         | 52,84    | Barbara Łatko AZS Warszawa                                               | 55,02    |
| Pięciobój                  | Grażyna Niestój Spójnia Warszawa                                            | 4235 NR  | Danuta Cały Zagłębie Lubin                                                           | 4127     | Jolanta Szuba AZS Katowice                                               | 4040     |

## Biegi przełajowe
Mistrzostwa Polski w biegach przełajowych rozegrano 3 kwietnia w Tarnowie. Seniorki rywalizowały na dystansie 3 kilometrów, a seniorzy na 6 km i 12 km.

### Mężczyźni
| Konkurencja             | 1. miejsce                       | Rezultat | 2. miejsce                       | Rezultat | 3. miejsce                       | Rezultat |
| Bieg przełajowy (6 km)  | Ludwik Hapel Zagłębie Lubin      | 18:42,8  | Andrzej Jarosiewicz Wawel Kraków | 18:48,2  | Andrzej Sajkowski Legia Warszawa | 18:54,8  |
| Bieg przełajowy (12 km) | Zbigniew Pierzynka Wisław Kraków | 36:55,8  | Ryszard Chudecki ŁKS Łódź        | 37:00,0  | Zbigniew Sawicki Wawel Kraków    | 37:02,6  |

### Kobiety
| Konkurencja            | 1. miejsce                              | Rezultat | 2. miejsce                     | Rezultat | 3. miejsce            | Rezultat |
| Bieg przełajowy (3 km) | Bronisława Ludwichowska Gwardia Olsztyn | 10:04,4  | Celina Sokołowska Wisła Kraków | 10:13,4  | Ewa Kuty Oleśniczanka | 10:17,8  |

## Półmaraton
Półmaraton mężczyzn odbył się 17 kwietnia w Krakowie. Rywalizowano na dystansie 20 kilometrów.
| Konkurencja | 1. miejsce                       | Rezultat  | 2. miejsce                | Rezultat  | 3. miejsce                        | Rezultat  |
| Półmaraton  | Andrzej Jarosiewicz Wawel Kraków | 1:00:21,6 | Ryszard Chudecki ŁKS Łódź | 1:00:34,0 | Ryszard Marczak Zawisza Bydgoszcz | 1:00:42,0 |

## Maraton
Maratończycy (tylko mężczyźni) rywalizowali 23 czerwca w Dębnie. Zawody miały obsadę międzynarodową; zgłoszono 148 zawodników, z 13 państw. W biegu triumfowali zawodnicy z Polski. Najlepszy biegacz zagraniczny – Satymkuł Dżumanazarow ze Związku Radzieckiego zajął 5. miejsce (z czasem 2:18:17,5).
| Konkurencja | 1. miejsce                      | Rezultat  | 2. miejsce                        | Rezultat  | 3. miejsce                      | Rezultat  |
| Maraton     | Kazimierz Orzeł Górnik Jaworzno | 2:13:43,8 | Ryszard Marczak Zawisza Bydgoszcz | 2:14:52,4 | Kazimierz Pawlik Zagłębie Lubin | 2:17:30,1 |